# Hugh McCormick Smith
Pour les articles homonymes, voir Smith.
Hugh McCormick Smith est un ichtyologiste américain, né le 21 novembre 1865 à Washington et mort le 28 septembre 1941.

## Biographie
Il obtient, en 1888, un doctorat de médecine à l’université de Georgetown puis, en 1908, un doctorat de droit à Dickinson.
Il entre comme assistant en 1886 au service des pêches du gouvernement américain, où il dirige le service de recherche scientifique de 1897 à 1903. De 1901 à 1902, il dirige le Laboratoire de biologie marine (MBL) de Woods Hole dans le Massachusetts.
Parallèlement à ces fonctions, il enseigne la médecine à la faculté de Georgetown de 1888 à 1902 et l’histologie de 1895 à 1902.
Il est l’auteur de nombreux articles et rapports sur les poissons, les pêches et la pisciculture. Il fait également paraître des articles de vulgarisation sur les mêmes sujets.